# Purussaurus brasiliensis
A Purussaurus brasiliensis a hüllők (Reptilia) osztályának krokodilok (Crocodilia) rendjébe, ezen belül az aligátorfélék (Alligatoridae) családjába és a kajmánformák (Caimaninae) alcsaládjába tartozó fosszilis faj.
Nemének a típusfaja.

## Tudnivalók
A legnagyobb ismert koponya hossza 1453 milliméter, ennek alapján 10,3 méter hosszúnak és 5,16 tonna tömegűnek képzelik az állatot, ami azt jelenti, hogy az egyik legnagyobb valaha létező krokodil volt. Egy másik becslés szerint ennél is nagyobb, 12,5 méter hosszú és 8,4 tonna tömegű lehetett. Amazóniában élt a korai miocén idején, körülbelül 15 és 8 millió évvel ezelőtti intervallumban. Nagy fogakkal és nagy karmokkal rendelkező állat volt. Nevének jelentése: „ősi brazíliai gyík”. Csontozata alapján jól úszott és futott. Futás közben három lábujja érintette a talajt. Nagy méretű aggyal rendelkezett, látása, szaglása és hallása fejlett.